# کازماشوو
کازماشوو (به لاتین: Kazmashevo) یک منطقهٔ مسکونی در روسیه است که در باشقیرستان واقع شده‌است.